# دهه ۹۱۰ (پیش از میلاد)
دهه ۹۱۰ (پیش از میلاد) ۹۱مین دهه قبل از مبدا شروع تقویم میلادی است.